# 로보틱 처리 자동화
로봇 프로세스 자동화, 로보틱 처리 자동화, 로보틱 프로세스 오토메이션(robotic process automation, RPA)은 소프트웨어 로봇 또는 인공지능(AI) 에이전트를 기반으로 하는, 비즈니스 프로세스 자동화의 기술 형태이다.
전통적인 워크플로 자동화 도구에서 프로그래머는 내부 API 또는 전용 스크립트 언어를 사용하여 백엔드 시스템에 대한 태스크와 인터페이스를 자동화하기 위한 일련의 동작을 수행한다. 이와 대조적으로 RPA 시스템은 사용자가 애플리케이션 그래픽 사용자 인터페이스(GUI)의 태스크를 수행하는 것을 관찰하고 동작 목록을 만든 다음, GUI에 직접 해당 작업을 반복함으로써 자동화를 수행한다. 이로 인해 제품 자동화 이용에 대한 장벽을 낮출 수 있다.
RPA 도구들은 그래픽 사용자 인터페이스 테스트 도구와 기술적으로 상당한 유사점이 있다. 해당 도구들 또한 GUI를 사용하여 상호작용을 자동화하고 사용자가 수행한 일련의 동작을 반복함으로써 이를 수행한다.

## 같이 보기
- 자동화
- 비즈니스 프로세스 자동화

## 참고 문헌
- Jobs, productivity and the great decoupling, by Professor McAfee, Principal Research Scientist at MIT’s Center for Digital Business.
- Rise of the software machines, Economist Magazine.
- London School of Economics Releases First in a Series of RPA Case Studies, Reuters
- Humans and Machines: The role of people in technology-driven organisations, Economist Magazine.
- Robotic Automation as Threat to Traditional Low Cost Outsourcing, HfS Research.
- Times BPO Supplement 보관됨 2019-10-24 - 웨이백 머신, Raconteur, June 2013
- Visions of the Future: The Next Decade in BPO, Outsource Magazine.